# مذكرة تفاهم بشأن حفظ وإدارة السلاحف البحرية وموائلها في المحيط الهندي وجنوب شرق آسيا

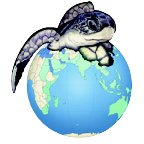

مذكرة التفاهم المتعلقة بحفظ وإدارة السلاحف البحرية وموائلها في المحيط الهندي وجنوب شرق آسيا هي اتفاق حكومي دولي يهدف إلى حماية والمحافظة على تجديد واستعادة السلاحف البحرية وموائلها في المحيط الهندي ومنطقة جنوب شرق آسيا والعمل في شراكة مع الجهات الفاعلة والمنظمات الأخرى ذات الصلة.
تشمل التهديدات الرئيسية للسلاحف البحرية الاستغلال غير المستدام وتدمير موائل التعشيش والتغذية والوفيات العرضية في عمليات الصيد. حفظ وإدارة الخطة التي تحتوي على 24 برنامجا و 105 أنشطة محددة تركز على الحد من التهديدات والحفاظ على الموائل الحرجة وتبادل البيانات العلمية وزيادة الوعي العام والمشاركة وتعزيز التعاون الإقليمي والسعي لتنفيذ الموارد اللازمة.
اختتمت مذكرة تفاهم في بون بألمانيا في 23 يونيو 2001 ودخلت حيز التنفيذ في 1 سبتمبر 2001. والقصد من ذلك هو أنها لن تظل مفتوحة للتوقيع لأجل غير مسمى.

## أراضي المذكرة
مياه ودول ساحل المحيط الهندي وجنوب شرق آسيا والبحار المجاورة الممتدة شرقا إلى مضيق توريس لأغراض التنفيذ يتم تقسيم المنطقة إلى أربعة أقاليم فرعية: جيران جنوب شرق آسيا وشمال المحيط الهندي وشمال غرب المحيط الهندي وغرب المحيط الهندي. الدول التي تقع على أراضي الاتفاق هي: أستراليا والبحرين وبنغلاديش وبروناي وكمبوديا والصين وجزر القمر وجيبوتي ومصر وإريتريا وفرنسا والهند وإندونيسيا وإيران واليابان والأردن وكينيا والكويت ومدغشقر وماليزيا وجزر المالديف وموريشيوس وموزامبيق وميانمار وعمان وباكستان وبابوا غينيا الجديدة والفلبين وقطر وكوريا الجنوبية والسعودية وسيشل وسنغافورة والصومال وجنوب أفريقيا وسري لانكا والسودان وتايلاند وتيمور الشرقية والإمارات وتنزانيا والمملكة المتحدة وفيتنام واليمن. كما شاركت الولايات المتحدة في مذكرة التفاهم.

## الموقعين على المذكرة
اعتبارا من مايو 2013 وقعت 33 دولة على المذكرة. تم العثور على قائمة الدول أدناه مع تواريخ التوقيع في الأقواس:
- أستراليا (23 يونيو 2001)
- البحرين (10 ديسمبر 2006)
- بنغلاديش (23 أكتوبر 2003)
- كمبوديا (12 ديسمبر 2002)
- جزر القمر (23 يونيو 2001)
- إرتيريا (24 نوفمبر 2005)
- فرنسا (5 ديسمبر 2008)
- الهند (20 فبراير 2007)
- إندونيسيا (31 مارس 2005)
- إيران (23 يونيو 2001)
- الأردن (18 مارس 2004)
- كينيا (9 مايو 2002)
- مدغشقر (22 يناير 2003)
- ماليزيا (19 سبتمبر 2011)
- المالديف (26 أبريل 2010)
- موريشيوس (12 يوليو 2002)
- موزامبيق (5 ديسمبر 2008)
- ميانمار (23 يونيو 2001)
- عمان (16 مارس 2004)
- باكستان (12 يوليو 2004)
- بابوا غينيا الجديدة (10 سبتمبر 2010)
- الفلبين (23 يونيو 2001)
- السعودية (3 أغسطس 2005)
- سيشل (22 يناير 2003)
- جنوب أفريقيا (22 فبراير 2005)
- سريلانكا (23 يونيو 2001)
- تايلند (12 مايو 2004)
- الإمارات (18 يناير 2007)
- المملكة المتحدة (27 مارس 2002)
- تنزانيا (23 يونيو 2001)
- الولايات المتحدة (23 يونيو 2001)
- فيتنام (24 يوليو 2001)
- اليمن (1 نوفمبر 2008).

## الأنواع التي يحميها المذكرة
قائمة أنواع السلاحف المحمية حاليا من قبل المذكرة هي حسب ما يلي:
- سلحفاة بحرية ضخمة الرأس.
- لجأة ردلي الزيتونية.
- سلحفاة خضراء.
- لجأة صقرية المنقار.
- سلحفاة المحيط جلدية الظهر.
- ممهد السلاحف.